# Río Las Piedras
Der Río Las Piedras, alternativ Río Tacuatimanu oder Río Tacuatimanú, ist ein etwa 850 km langer linker Nebenfluss des Río Madre de Dios in der Region Madre de Dios in Südost-Peru. Las Piedras kommt aus dem Spanischen und bedeutet „die Steine“.

## Flusslauf
Der Río Las Piedras entspringt im äußersten Westen des Distrikts Tambopata auf einer Höhe von etwa 600 m an der Wasserscheide zum weiter westlich verlaufenden Río Urubamba. Er fließt anfangs in Richtung Nordnordost. Bei Flusskilometer 790 wendet er sich nach Osten, später fließt er allmählich in Richtung Ostsüdost, ab Flusskilometer 520 in Richtung Südost. Zwischen den Flusskilometern 230 und 130 fließt er erneut nach Osten. Schließlich wendet er sich nach Südosten und fließt auf den letzten 60 Kilometern nach Süden. Der Río Las Piedras mündet schließlich 9 km nördlich der Regionshauptstadt Puerto Maldonado in den Río Madre de Dios. Die Mündung liegt auf einer Höhe von etwa 177 m. Der Río Las Piedras weist auf seinem gesamten Flusslauf ein teils stark mäandrierendes Verhalten mit zahlreichen Flussschlingen auf. Größere Nebenflüsse nimmt der Rìo Las Piedras fast ausschließlich rechtsseitig auf: Río San Francisco, Río Lidia, Río Cariyacu und Río Pariamanú. Der Río Huascar ist der einzige größere Nebenfluss von links. Entlang dem Unterlauf befinden sich mehrere Siedlungen: Monte Salvado, Puerto Nuevo, Puerto Lucerna, Tipishka, Sabaluyo, Centro Piedras, Boca Pariamanu und Santa Teresita.

## Einzugsgebiet und Hydrologie
Der Río Las Piedras entwässert ein Areal von etwa 20.000 km². Das Einzugsgebiet erstreckt sich über das Amazonastiefland. Es grenzt im Süden an das des oberstrom gelegenen Rìo Madre de Dios und an das dessen linken Quellflusses, Río Manú, im äußersten Osten an das des Río Urubamba, im Nordwesten an das des Río Purús, im zentralen Norden an das des Río Tahuamanu sowie im Nordosten und im Osten an das des Río Manuripi. Der mittlere Abfluss des Río Las Piedras beträgt ungefähr 680 m³/s.

## Ökologie
Der Oberlauf des Río Las Piedras liegt im Nationalpark Alto Purús. Im Anschluss durchquert der Fluss die Reserva Territorial Madre de Dios.